# Chicago Landmark

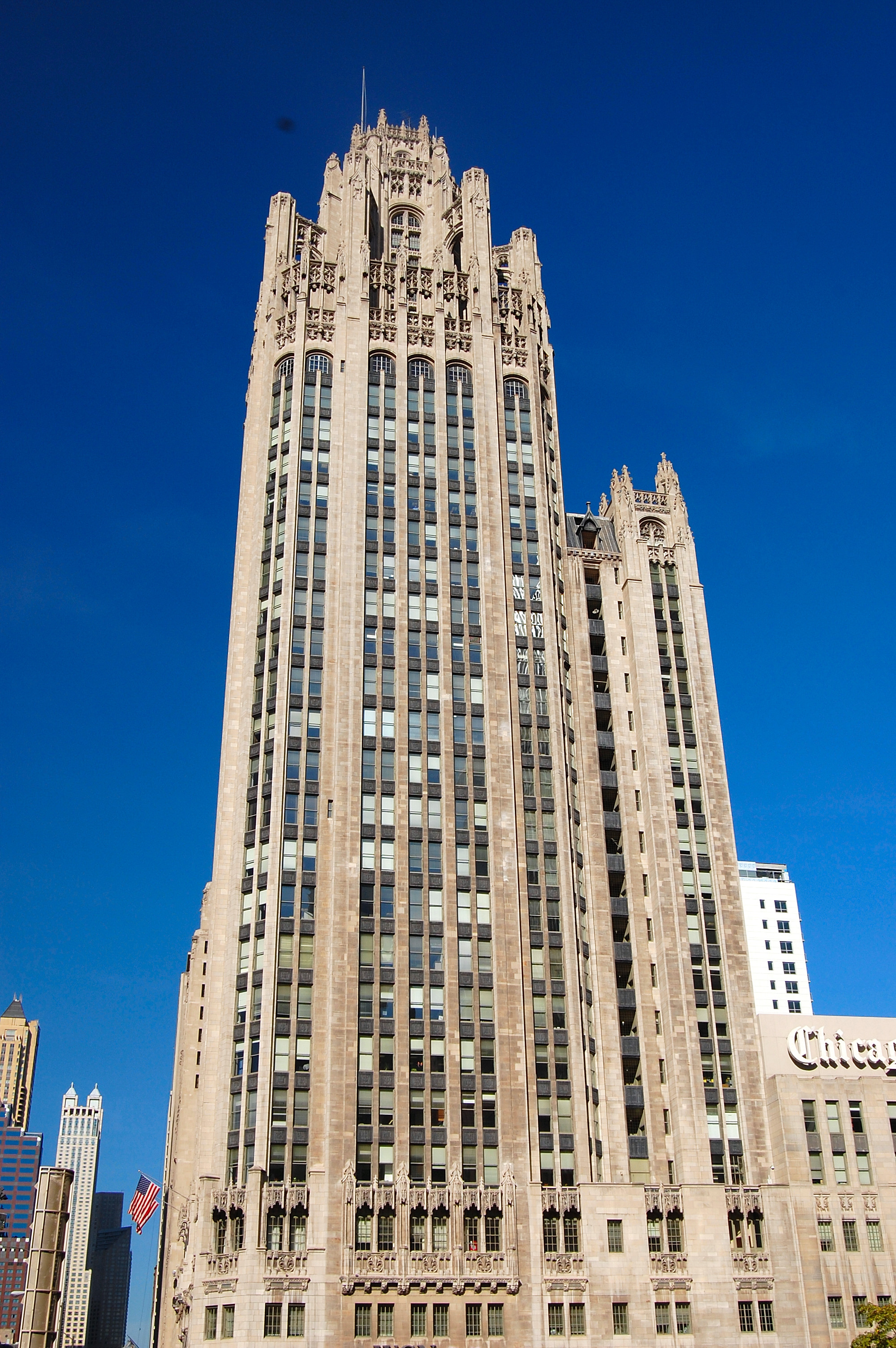
A Tribune Tower é um Chicago Landmark desde 1 de fevereiro de 1989.

Chicago Landmark é o conjunto de edifícios e outros locais históricos determinados pelo prefeito e conselho municipal da cidade de Chicago, nos Estados Unidos. Os locais são selecionados de acordo com os critérios históricos, artísticos, arquitetónicos, culturais, económicos e sociais. Quando determinado sitio recebe esse "título", então o local fica sugeito à Chicago Landmarks Ordinance (Ordem sobre Chicago Marcos).

## Alguns marcos famosos
- Edifício Oliver
- Courthouse Place
- Victory Monument
- Chicago Theatre
- Allerton Hotel
- Hull House
- Uptown Theatre
- Second Leiter Building
- Edgewater Beach Hotel
- Chicago Cultural Center
- Blackstone Hotel
- Statue of the Republic
- Old Chicago Water Tower District
- Rookery Building
- 35 East Wacker